# Bilingual
Bilingual is het zesde studioalbums van de Pet Shop Boys. Het album is in 1996 uitgebracht op het Parlophone label van EMI.
Bilingual zet voor een deel de massief geproduceerde arrangementen van Very voort. De titel van het album duidt op "buitenlandse" invloeden, voornamelijk uit Latijns-Amerika. Inspiratie hiervoor werd opgedaan tijdens een tournee door Zuid-Amerika na de release van Very.

## Tracks
1. Discoteca (04:37)
2. Single (03:49)
3. Metamorphosis (04:04)
4. Electricity (04:58)
5. Se a vida é (That's the way life is) (04:01)
6. It always comes as a surprise (06:08)
7. A red letter day (05:09)
8. Up against it (04:17)
9. The survivors (04:30)
10. Before (04:33)
11. To step aside (03:48)
12. Saturday night forever (04:00)

## Singles
Van het album werden de volgende singles uitgebracht:
- Before (22 april 1996)
- Se a vida é (That's the way life is) (12 augustus 1996)
- Single-Bilingual (11 november 1996)
- A red letter day (17 maart 1997)
- Somewhere (23 juni 1997)

## Speciale uitgave
Op 7 juli 1997 werd een speciale uitgave van het album uitgebracht, als een dubbel-cd in een zogeheten slip-case, getiteld Bilingual Special Edition. De eerste cd was het het oorspronkelijke album. De tweede cd bevatte remixes en een nieuw nummer dat tevens op single werd uitgebracht: Somewhere.
Tracks:
1. Somewhere (Extended mix) (10:53)
2. A red letter day (Trouser Enthusiasts Autoerotic Decapitation mix) (09:59)
3. To step aside (Brutal Bill mix) (07:30)
4. Before (Love to Infinity Classic Paradise mix) (07:56)
5. The boy who couldn't keep his clothes on (Danny Tenaglia International Club mix) (06:06)
6. Se a vida é (That's the way life is) (Pink Noise mix) (05:37)
7. Discoteca (Trouser Enthusiasts Adventure Beyond The Stellar Empire mix) (09:30)

## Heruitgaven

### 4 juni 2001
In 2001 werd het album geremasterd en op 4 juni in dat jaar opnieuw uitgebracht als een dubbel-cd (Parlophone 7243 5 30512 2 8 (EMI) / EAN 0724353051228). De eerste cd is het originele album. De tweede, getiteld Further listening 1995-1997, bevat nummers en mixen uit dezelfde periode als het album, die deels nog niet eerder waren uitgebracht.
Het artwork van de voorkant van het album is gebaseerd op de originele cd release. De achterkant werd geheel opnieuw ontworpen.
De tracks op de tweede cd zijn:
1. Paninaro '95 (04:11)
2. In the night 1995 (04:18)
3. The truck-driver and his mate (03:33)
4. Hit and miss (04:07)
5. How I learned to hate rock'n'roll (04:38)
6. Betrayed (05:20)
7. Delusions of grandeur (05:04)
8. Discoteca (single version) (05:14)
9. The calm before the storm (02:48)
10. Discoteca (new version) (03:47)
11. The boy who couldn't keep his clothes on (06:09)
12. A red letter day (expanded single version) (05:36)
13. The view from your balcony (03:44)
14. Disco potential (04:07)
15. Somewhere (extended mix) (10:55)

### 13 februari 2009
Op 13 februari 2009 is het oorspronkelijke album opnieuw uitgebracht, als budget-release (EMI 2682942 (EMI) / EAN 5099926829425). Deze uitgave bestaat uit de eerste cd van de geremasterde release uit 2001. Het artwork, inclusief de achterkant, is een simulatie van het oorspronkelijke cd artwork.

## Trivia
- Bilingual was het eerste album dat in de Verenigde Staten niet meer door EMI werd uitgebracht, maar door Atlantic Records. Het contract met EMI liep in 1995 af.
- In de Verenigde Staten werd Se a vida é (That's the way life is) uitgebracht als dubbele A-kant samen met To Step Aside. Er zijn verschillende remixes van To Step Aside gemaakt. Het nummer werd genomineerd voor een Grammy Award. De nummers Somewhere en A Red Letter Day verschenen in de Verenigde Staten ook op één cd-single.
- In het nummer Se a vida é (That's the way life is) is de drumgroep She-Boom uit Glasgow te horen.
- De single Single-Bilingual zou uitgebracht worden als Single, conform de titel van de track op het album, maar omdat de formatie Everything But The Girl rond dezelfde periode een nummer uitbracht met de titel Single, werd de naam gewijzigd.
- De singleversie van A red letter day is een remix van de albumversie, met additionele productie door Motiv-8.
- De single Somewhere werd uitgebracht ter promotie van een aantal concerten in het Savoy Theatre in Londen en de release van Bilingual Special Edition. Een registratie van de genoemde concerten zou later op dvd verschijnen, eveneens onder de titel Somewhere.
- Verschillende nummers van Bilingual zijn als single overwogen. De Pet Shop Boys maakten een singleversie voor Discoteca en produceerden daarna een nieuwe versie van het nummer. Uiteindelijk verschenen de nieuwe versie en remixes van Discoteca op de cd-singles van Single-Bilingual. Ook van Saturday night forever bestaat een remix (gemaakt door Love To Infinity). Verder zijn er promo's gemaakt van It always comes as a surprise, maar ook die single-release ging niet door.